# يان كوليت
يان كوليت (بالفرنسية: Yann Collette)‏ هو ممثل فرنسي، ولد في 14 أبريل 1956 في كان في فرنسا.

## أعمال

### أفلام
- (1994) ملابس جاهزة[5]

## وصلات خارجية
- يان كوليت على موقع IMDb (الإنجليزية)
- يان كوليت على موقع ألو سيني (الفرنسية)
- يان كوليت على موقع ميوزك برينز (الإنجليزية)
- يان كوليت على موقع أول موفي (الإنجليزية)
- يان كوليت على موقع قاعدة بيانات الأفلام السويدية (السويدية)
- يان كوليت على موقع قاعدة بيانات الفيلم (الإنجليزية)
- يان كوليت على موقع كينوبويسك (الروسية)